# Pach
Pach – wieś w Polsce położona w województwie mazowieckim, w powiecie makowskim, w gminie Krasnosielc.
W latach 1975–1998 miejscowość należała administracyjnie do województwa ostrołęckiego.
Wierni Kościoła rzymskokatolickiego należą do parafii Nawiedzenia Najświętszej Maryi Panny w Amelinie.